# Vítkovice (Klatovy)
Vítkovice jsou malá vesnice, část města Klatovy ve stejnojmenném okrese v Plzeňském kraji. Nachází se asi 9,5 kilometru východně od Klatov. Prochází zde silnice II/186. Vítkovice leží v katastrálním území Kvaslice o výměře 2,49 km².

## Historie
První písemná zmínka o vesnici pochází z roku 1544. Patřila k tvrzi Hoštičky, později k Němčicím a potom k Obytcům. V polovině 17. století zde vybudoval ze selských dvorů sídlo urozený pán Vojtěch Hejda z Lovčic. Sídlil zde prokazatelně v letech 1650–1954, poté přesídlil do Klatov a následně Dlažova. Sídlo se nacházelo v místě dnešních statků čp. 3 a čp. 5. 

## Obyvatelstvo
| Rok            | 1869 | 1880 | 1890 | 1900 | 1910 | 1921 | 1930 | 1950 | 1961 | 1970 | 1980 | 1991 | 2001 | 2011 | 2021 |
| -------------- | ---- | ---- | ---- | ---- | ---- | ---- | ---- | ---- | ---- | ---- | ---- | ---- | ---- | ---- | ---- |
| Počet obyvatel | 150  | 165  | 160  | 134  | 118  | 140  | 99   | 43   | 40   | 33   | 31   | 22   | 13   | 9    | 10   |
| Počet domů     | 22   | 23   | 22   | 23   | 23   | 21   | 21   | 21   | 21   | 11   | 13   | 19   | 19   | 19   | 19   |

## Obecní správa
Při sčítání lidu v letech 1850–1975 Vítkovice byly osadou obce Habartice v okrese Klatovy. Od 1. července 1975 do 29. dubna 1976 byly částí obce Obytce v okrese Klatovy. Od 30. dubna 1976 jsou částí města Klatovy ve stejnojmenném okrese. Poté se Obytce opět osamostatnily, ale Vítkovice již zůstaly součástí Klatov.

## Pamětihodnosti
- Sýpka u domu čp. 4
- Kaplička – klasicistní z 1. poloviny 19. století; menší kaple na půdorysu čtverce se zaoblenými nárožími, krytá jehlancovou střechou s polygonální zvoničkou